# Église Saint-Leu-Saint-Gilles de Paris
De Église Saint-Leu-Saint-Gilles de Paris (Sint-Leu-Sint-Gilliskerk) is een rooms-katholieke kerk in de Franse hoofdstad Parijs, gesitueerd aan de Rue Saint-Denis in het 1e arrondissement.

## Geschiedenis
De Saint-Leu-Saint-Gilles is gewijd aan twee verschillende heiligen: de heilige Leu, bisschop van het Franse Sens, en de heilige Egidius, een Griekse kluizenaar en een van de Veertien Noodhelpers. Beiden leefden in de 6e eeuw.
De bouw van de kerk begon in 1320. Het gebouw, dat sindsdien veel renovaties heeft doorstaan, wordt gekenmerkt door de twee torens aan de zijkant, beiden voorzien van lange punten. De klokkentoren werd, evenals de klok zelf, pas gegoten in 1858. De gewelven van het schip zijn ontworpen in gotische stijl, terwijl het - verhoogde - priesterkoor in renaissancistische stijl werd gebouwd. Binnen in de kerk zijn een aantal indrukwekkende kunstwerken te vinden, waaronder een marmeren beeldengroep dat de Maagd Maria en de Heilige Anna voorstelt.